# Ильтень-Бута
Ильтень-Бута (тат. Илтән-Бота) — село в Альметьевском районе Татарстана, входит в состав Аппаковского сельского поселения.

## География
Село находится на реке Кичуй в 25 км к западу от г. Альметьевск.

## История
Село Ильтень-Бута основано в 1-й четверти XVIII в. чувашами. В дореволюционных источниках упоминается также под названиями Шубуян, Нижние Буты. В 18-19 веках жители были ясачными крестьянами, в состав которых входили татары-старокряшены, чуваши-новокряшены, ясачные черемисы (мари). Известно, что ещё в 1735 г. Черемисская Бута, жители которой участвовали в восстании против Оренбургской экспедиции, существовала отдельно. С селом Ильтень-Бута соединилось и селение Мордовская Казы. В 19 веке в переписях-ревизиях фиксируются только крещёные татары, что может свидетельствовать как об ассимиляции чувашей и черемисов, так и об их миграции. В отдельные годы среди населения отмечались и отставные солдаты. До 1860-х гг. жители села относились к сословию государственных крестьян. Основные занятия жителей в этот период — земледелие и скотоводство, были распространены пчеловодство, колёсный промысел, извоз. По сведениям 1870 г., в селе функционировали 2 водяные мельницы, в начале XX в. — миссионерская школа (1890 г.), 3 бакалейные лавки, хлебозапасный магазин. В этот период земельный надел сельской общины составлял 1379,1 десятина. Село относилось к приходу с. Бута.
Многие жители села несли службу в рядах царской армии и храбро сражались в разных войнах. Среди них Макар Владимирович Владимиров (1855-1921), кавалер Георгиевского креста (за проявленную храбрость в Русско-Турецкой войне 1877-1878 гг.) В царской армии адъютантом генерала был и сын Макара Дмитрий (участвовал в Первой мировой войне, а затем и в революции). Другой сын Федор служил писарем в Мензелинском уездном правлении. Героем Первой мировой войны является Иван Харитонович Соловьев — 3-х кратный кавалер Георгиевского креста.
Село располагалось у подошвы горы, улицы были узкими, дома стояли близко друг к другу. Скученность деревянных построек приводила к частым пожарам. В 1880 г. сгорело 5 домов и амбар. Частыми были случаи заболевания брюшным тифом, особенно большая эпидемия была в 1908 г.
До 1920 г. село входило в Акташевскую волость Мензелинского уезда Уфимской губернии. С 1920 г. в составе Мензелинского, с 1922 г. — Челнинского кантонов ТАССР. С 10.8.1930 г. в Акташском, с 26.3.1959 г. в Альметьевском районах. Ныне входит в состав Аппаковского сельского поселения.
В 1930 г. в селе организован колхоз «Красный плуг» (первый председатель — И.Х.Соловьёв). С 1992 г. АО «Ильтень». В 1999–2011 гг. АО «Ильтень» в составе АО им. Токарликова.
В окрестностях села выявлен археологический памятник — ильтеньбутинская стоянка (срубная культура).

## Название
Название с чувашского языка "Илтĕн Пута" переводится буквально как "затягивающее болото", дословно "Забирающая Топь".

## Население
| 1795 | 1834 | 1859 | 1870 | 1897 | 1913 | 1920 | 1926 | 1938 | 1949 | 1958 | 1970 | 1979 | 1989 | 2002 | 2010 | 2015       |
| ---- | ---- | ---- | ---- | ---- | ---- | ---- | ---- | ---- | ---- | ---- | ---- | ---- | ---- | ---- | ---- | ---------- |
| 133  | 229  | 326  | 414  | 891  | 848  | 1125 | 857  | 782  | 718  | 692  | 737  | 692  | 392  | 371  | 357  | 347 татары |

## Социальная инфраструктура
В селе действуют дом культуры, библиотека. При доме культуры работает фольклорный ансамбль «Илтэнем» (с 1982 г., с 2010 г. — народный, основатель — Е.В.Архипов). 